# Rikosd
Rikosd (Butani) település Romániában, Partiumban, Bihar megyében.

## Fekvése
Élesdtől délkeletre, a Sebes-Körös völgyében, a nagyvárad-kolozsvári vasútvonal mellett fekvő település.

## Története
Rikosd nevét 1552-ben Rekasdh, 1561-ben Riskod, 1692-ben Rékosd, 1808-ban Rikosd, Bután, 1913-ban Rikosd néven írták.
1851-ben Fényes Elek írta a településről:
Bihar vármegyében, hegyes vidéken, 6 romai. katholikus, 162 óhitü lakossal, s
anyatemplommal. Van egy pompás forrásvize, csekély saját határa... Birják Servánszky Sándor, János és Erzsébet
1910-ben 342 lakosából 31 magyar, 310 román volt. Ebből 18 római katolikus, 12 református, 311 görögkeleti ortodox volt.
A trianoni békeszerződés előtt Bihar vármegye Élesdi járásához tartozott.

## Nevezetességek
- Görög keleti temploma - 1890-ben épült.